# Ambassadeur des États-Unis aux Nations unies
L’ambassadeur des États-Unis auprès des Nations unies (en anglais, United States Ambassador to the United Nations) est le chef de la délégation des États-Unis aux Nations unies. Il représente les États-Unis au Conseil de sécurité et lors des assemblées plénières de l'Assemblée générale, sauf à de rares exceptions où le secrétaire d'État ou le président des États-Unis sont présents. Comme tous les ambassadeurs des États-Unis, il est nommé par le président des États-Unis et doit être confirmé par le Congrès.
La protection de l'ambassadeur des États-Unis auprès des Nations unies est assurée par le Diplomatic Security Service (DSS). Il est le second diplomate le plus protégé des États-Unis après le secrétaire d'État.
Mal gré son titre de chef de mission, l'ambassadeur des États-Unis auprès des Nations unies est également charger d'importer les politiques des Nations unies et les motions votées dans les organes principaux de l'Organisation des Nations unies sur le territoire national. 

## Historique
L'ambassadeur auprès des Nations unies assistait aux réunions du cabinet présidentiel américain sous les administrations Eisenhower, Ford, Carter et Reagan même s'il n'avait pas « rang de Cabinet » (Cabinet-level position).

## Ambassadeurs en poste depuis 1945
| Nom                           | Période     | Secrétaire général des Nations unies           | Président des États-Unis        |
| ----------------------------- | ----------- | ---------------------------------------------- | ------------------------------- |
| Edward Stettinius, Jr.        | 1945 - 1946 | Trygve Lie                                     | Harry S. Truman                 |
| Herschel Johnson (intérim)    | 1946 - 1947 | Trygve Lie                                     | Harry S. Truman                 |
| Warren R. Austin              | 1947 - 1953 | Trygve Lie, Dag Hammarskjöld                   | Harry S. Truman                 |
| Henry Cabot Lodge Jr          | 1953 - 1960 | Dag Hammarskjöld                               | Dwight Eisenhower               |
| James J. Wadsworth            | 1960 - 1961 | Dag Hammarskjöld                               | Dwight Eisenhower               |
| Adlai Stevenson               | 1961 - 1965 | U Thant                                        | John F. Kennedy, Lyndon Johnson |
| Arthur Goldberg               | 1965 - 1968 | U Thant                                        | Lyndon Johnson                  |
| George W. Ball                | 1968        | U Thant                                        | Lyndon Johnson                  |
| James Russell Wiggins (en)    | 1968 - 1969 | U Thant                                        | Lyndon Johnson                  |
| Charles W. Yost               | 1969 - 1971 | U Thant                                        | Richard Nixon                   |
| George H. W. Bush             | 1971 - 1973 | U Thant, Kurt Waldheim                         | Richard Nixon                   |
| John A. Scali                 | 1973 - 1975 | Kurt Waldheim                                  | Richard Nixon, Gerald Ford      |
| Daniel Patrick Moynihan       | 1975 - 1976 | Kurt Waldheim                                  | Gerald Ford                     |
| William Scranton              | 1976 - 1977 | Kurt Waldheim                                  | Gerald Ford                     |
| Andrew Young                  | 1977 - 1979 | Kurt Waldheim                                  | Jimmy Carter                    |
| Donald McHenry                | 1979 - 1981 | Kurt Waldheim                                  | Jimmy Carter                    |
| Jeane Kirkpatrick             | 1981 - 1985 | Kurt Waldheim, Javier Pérez de Cuéllar         | Ronald Reagan                   |
| Vernon Walters                | 1985 - 1989 | Javier Pérez de Cuéllar                        | Ronald Reagan                   |
| Thomas R. Pickering           | 1989 - 1992 | Javier Pérez de Cuéllar, Boutros Boutros-Ghali | George H. W. Bush               |
| Edward J. Perkins             | 1992 - 1993 | Boutros Boutros-Ghali                          | George H. W. Bush               |
| Madeleine Albright            | 1993 - 1997 | Boutros Boutros-Ghali                          | Bill Clinton                    |
| Bill Richardson               | 1997 - 1998 | Kofi Annan                                     | Bill Clinton                    |
| A. Peter Burleigh (intérim)   | 1998 - 1999 | Kofi Annan                                     | Bill Clinton                    |
| Richard Holbrooke             | 1999 - 2001 | Kofi Annan                                     | Bill Clinton                    |
| James B. Cunningham (intérim) | 2001        | Kofi Annan                                     | George W. Bush                  |
| John Negroponte               | 2001 - 2004 | Kofi Annan                                     | George W. Bush                  |
| John Danforth                 | 2004 - 2005 | Kofi Annan                                     | George W. Bush                  |
| Anne W. Patterson (intérim)   | 2005        | Kofi Annan                                     | George W. Bush                  |
| John R. Bolton                | 2005 - 2006 | Kofi Annan                                     | George W. Bush                  |
| Alejandro Wolff (intérim)     | 2006 - 2007 | Kofi Annan, Ban Ki-moon                        | George W. Bush                  |
| Zalmay Khalilzad              | 2007 - 2009 | Ban Ki-moon                                    | George W. Bush                  |
| Susan Rice                    | 2009 - 2013 | Ban Ki-moon                                    | Barack Obama                    |
| Rosemary DiCarlo (intérim)    | 2013        | Ban Ki-moon                                    | Barack Obama                    |
| Samantha Power                | 2013-2017   | Ban Ki-moon, António Guterres                  | Barack Obama                    |
| Michele J. Sison (intérim)    | 2017        | António Guterres                               | Donald Trump                    |
| Nikki Haley                   | 2017-2018   | António Guterres                               | Donald Trump                    |
| Jonathan Cohen (intérim)      | 2019        | António Guterres                               | Donald Trump                    |
| Kelly Knight Craft            | 2019-2021   | António Guterres                               | Donald Trump                    |
| Richard M. Mills (intérim)    | 2021        | António Guterres                               | Joe Biden                       |
| Linda Thomas-Greenfield       | 2021-2025   | António Guterres                               | Joe Biden                       |
| Dorothy Shea (intérim)        | Depuis 2025 | António Guterres                               | Donald Trump                    |